# Сафонов, Илья Андреевич
Илья́ Андре́евич Сафо́нов (род. 30 мая 2001, Химки, Московская область) — российский хоккеист, нападающий казанского «Ак Барса». Мастер спорта России (2021).

## Биография

### Юниорская карьера
Родился 30 мая 2001 года в Химках, хотя некоторые источники сообщали, что Сафонов родился в Москве или даже в Мурманске, но эти данные опроверг сам хоккеист. Хоккеем начал заниматься в возрасте 4-х лет по инициативе отца в Химках и позже продолжил карьеру в Москве. Первой хоккейной школой Сафонова стала ДЮСШОР «Белые медведи». Позже Сафонова забрали в школу подмосковного «Витязя». Там он находился до 17-ти лет, жил в интернате. По окончании спортивной школы перешёл в казанский «Ак Барса».

### Карьера в МХЛ и ВХЛ
Карьеру в профессиональном хоккее начал в МХЛ играми за казанский «Ирбис» в 2018 году. В сезоне МХЛ 2018/2019 сыграл свои первые 6 матчей, в которых отдал 3 результативные передачи.
В том же году дебютировал и в ВХЛ за «Барс». В сезоне ВХЛ 2018/19 сыграл 20 матчей, результативных баллов не набрал.
В сезоне МХЛ 2019/20 сыграл 14 матчей, набрал 10 очков (3+7). В том же сезоне в «Барсе». в ВХЛ сыграл 41 матч, в которых забросил 5 шайб и отдал 2 результативные передачи; в плей-офф сыграл 10 матчей и набрал 6 очков (3+3).
В сезонах ВХЛ 2020/2021 и 2021/2022 сыграл по одному матчу. В сезоне 2020/21 набрал 2 очка (1+1), в сезоне 2021/22 — 3 очка (0+3).

### Карьера в КХЛ
Дебют Ильи Сафонов в КХЛ состоялся 6 сентября 2020 года в сезоне 2020/21 — в матче «Ак Барса» со СКА (3:2 ОТ). До этого в сезоне 2019/20 сыграл один матч, в котором находился на льду 4 секунды по ошибке.
В сезоне 2020/21 сыграл 37 матчей, в которых набрал 4 очка (2+2). Также сыграл в плей-офф 11 матчей, в которых отличился тремя результативными передачами.
В сезоне 2021/22 сыграл 43 матча, забросил 8 шайб и отдал 4 результативные передачи. В плей-офф же сыграл 6 матчей и отличился одной забитой шайбой. В сентябре 2022 года подписал с командой новый двухлетний контракт.
В сезоне 2022/23 Сафонов стал самым молодым капитаном «Ак Барса» в 21 год. В сезоне сыграл 64 матча, набрал 37 очков (19+18). В плей-офф сыграл рекордные для себя 24 матча, в них он отличился тремя забитыми шайбами и тремя результативными передачами.
В сезоне 2023/24 сыграл 67 матчей, забил 13 шайб и отдал 7 результативных передач. В плей-офф же сыграл 5 матчей, в которых набрал 2 очка (1+1).
В мае 2025 года подписал новый однолетний односторонний контракт с «Ак Барсом».

### Карьера в сборной
В 2017 году впервые вызван в сборную до 17 лет на кубок Вызова.
В 2020 году был вызван в молодёжную сборную России на чемпионат мира. В том же году был вызван в основную сборную России на «Кубок Карьяла».

## Вне хоккея

### Семья, детство и юношество
В семье является вторым по счёту ребёнком. Всего в семье Сафоновых пятеро детей, из которых трое дочерей и двое сыновей. Сафонов учился в разных школах, так как переезжал из одной хоккейной школы в другую.
Любимыми хоккеистами Ильи Сафонова являются Евгений Малкин, Сергей Фёдоров и Игорь Ларионов.
Получил экономическое образование (менеджмент).

### Личная жизнь
Жена Аделя. В августе 2022 года у пары родился сын Ярослав.

## Достижения

### Командные
- Серебряный призёр чемпионата России: 2023
- Бронзовый призёр чемпионата России: 2021

### Личные
- Мастер спорта России